# Isostola rhodobroncha
Isostola rhodobroncha là một loài bướm đêm thuộc phân họ Arctiinae, họ Erebidae.